# Луча микрокозма
Луча микрокозма је поема Петра II Петровића Његоша настала у пролеће 1845, која припада епохи романтизма. Прво издање је објављено у Београду исте године.
У овом филозофско-религијском спеву душа, вођена „искром божанственом”, трага за узроцима човековог пада са неба и лепотом божанства. Песник описује космичке и рајске пределе као и Сатанину побуну против Богa која је довела до изгнанства човека на Земљу.

## Настанак
„Луча микрокозма“ је написана за врло кратко време 1845. Његош је 6. јула 1845. писмом обавестио Симу Милутиновића Сарајлију да му шаље „мало дјелце Лучу микрокозма мном састављену четири прве неђеље часнога и великога постa“. Матија Бећковић скреће пажњу да „Луча“ није случајно писана у време поста јер „и што је пост одрицање, а причешће завет и спремност на жртву и поистовећење с Христом, и што се и пост и „Луча“ завршавају васкрсењем." Милорад Медаковић, Његошев биограф и секретар, напомиње, у својој књизи o Његошу, да „дјело Луча микрокозма бјеше владици најмилије“.

### Ранија дела
„Лучи микрокозма“ је претходио низ Његошевих песама изразите духовне преокупације: „Црногорац к свемогућему Богу“ и „Заробљен Црногорац од виле“ 1834, „Ода сунцу, спјевата ноћу без мјесеца“ 1836, „Филозоф, астроном и поета“ и „Мисао“ 1844. Ипак, мисли и апстрактне слике, које су ницале у Његошевом духу у вишегодишњем трагању за бићем као крајњим узроком ствари, добиле су пун уметнички израз тек у „Лучи“.

### Каснија дела
„Луча“ је хронолошки прво од три Његошева најпознатија дела. После „Луче“ написан је „Горски вијенац“ (1846, објављен 1847), a потом „Лажни цар Шћепан Мали“ (1847, објављен 1851).
У предговору „Лучи микрокозма“ Миодраг Павловић разматра теме и међусобне односе три Његошева велика спева:
Свако дело Његошево је друкчије, свака громада ова три спева стоји у једном другачијем духовном простору. Од „Луче“ и њених биљурних небеса корачао је песник степен по степен ближе земљи. „Горски вијенац“ су висови хероике, идеализација племенског и историјског идентитета, јак доживљај лепоте заједнице којој припада. „Лажни цар“ је прочитавање историје, релативизам вредности, хероика и њена наличја.(...) Његош је написао своју теогонију у „Лучи“, своју националну хероику у „Горском вијенцу“, и иронију историјске свакодневнице, у „Лажном цару“.

## Сажетак
„Луча” се састоји од уводне посвете Сими Милутиновићу Сарајлији и 6 певања.

### Посвета
Посвета представља својеврсни пролог спева и садржи неке од најбитнијих песникових идеја. Перо Слијепчевић у есеју „Одраз живота у Лучи Микрокозма” наводи да:
Што је у Лучи казано кроз алегорију, казано је у Посвети непосредно. Нема у васколикој Владичиној поезији стихова које треба читати тако дословно као чисту и пуну исповест. Ту је он казао најпотпуније не само суштину свога спева, него суштину свога умовања. О томе сведочи већ и сама композиција Посвете. Мисли су распоређене методично као у каквој дисертацији.

### Певања (Пјесне)
У првом певању Његош позива искру божанствену да му открије разлог духовног пада човека и однесе га у небеска поља. У другом певању песникова душа вођена анђелом путује космосом, после чега улази у рајски врт и ту посматра рајске лепоте. Потом је анђео води до извора, чија вода души открива узрок пада из раја. Остатак спева је претежно посвећен догађајима, који описују страшну судбу твога [човекова] паденија.
У трећем певању Бог и арханђели воде разговор o бесконачности простора. У истом певању Бог саопштава да Сатана намерава да се побуни, a Сатана убеђује Адамa да пређе на његову страну. У четвртом певању, архангели Михаило и Гаврило долазе код Сатане и позивају га на покајање. Његош даје прилику Сатани да изнесе своје виђење и разлоге за побуну против Бога. Одговор архангела Гаврила Сатани бива прекинут криковима Сатаниних присталица и архангели Михаило и Гаврило напуштају скуп.
Пето певање приказује бој између Сатаниних и божијих присталица. Адам у почетку учествује на страни Сатане, али се онда покаје и призна име свемогућег. Сатана бива побеђен и, заједно са својом војском, отеран у пакао. У шестом певању приказана је судбина Адамова, односно човекова. Човек бива изгнан на Земљу, близу пакла, стављен у окове блатне тјелесине, чиме губи статус чистог духа. Сам крај спева одише светлошћу и надом: Његош уздиже обожавање сунца и светлости као највиши облик прехришћанске религије, а потом говори о доласку и васкрсењу Христа.

## Лица
| - Песникова душа - Искра - Анђео - Бог - Адам - Сатана - Архангел Михаил - Архангел Гаврило Као и свако поетско дело, и „Луча“ је мање филозофско сазнање о бићу света, а више израз самог песниковог бића и његових интелектуалних преокупација. Многи ставови Његошевог естетичко-филозофског система развијени су баш у овом делу: учење о преегзистенцији, панестетизам, немоћ пред обухватом бесконачности, поистовећење естетичког и божанског. Међутим, у уметничком смислу, за спев све ово није битно. „Луча“ није зборник Његошевих естетичких спекулација, већ израз његовог унутрашњег света, а преко њега и израз стварности у којој је тај свет настао. Иако на изглед класицистички спев, „Луча“ је у суштини романтичарско, изразито субјективно дело, у које песник преноси властите емоционалне и животне драме. На нивоу Митрополије црногорско-приморске Српске православне цркве, 19. мај установљен је као датум празновања Његоша као светитеља. На својој првој икони, која је 19. маја 2013. унета у Цетињски манастир, Његош је представљен у архијерејским одеждама. У десној руци он држи ловћенску цркву Светог Петра Цетињског, а у левој свитак са стиховима из „Луче микрокозма“. Стихови на првој икони Његоша посвећени су васкрснућу Христа, а налазе се на самом крају „Луче“: \| „ \| О преблаги, тихи учитељу, воскресењем смрт си поразио, земља слави свога спаситеља! \| ” \| - Петар II Петровић Његош - Горски вијенац - Лажни цар Шћепан Мали 1. 2. 3. 4. 5. 6. 7. 8. 9. 10. 11. 12. - „Луча микрокозма“ (1. deo), Гусларско извођење Ђока Копривице. - „Луча микрокозма“ (2. deo), Гусларско извођење Ђока Копривице. - „Луча микрокозма“ Архивирано на веб-сајту (4. март 2016) |                                                                                     |   |
| „ | О преблаги, тихи учитељу, воскресењем смрт си поразио, земља слави свога спаситеља! | ” |